# دوكانا
دوكانا (بالكردية: دکاناڤا) هي إحدى القرى التابعة لـمرغور في ريف قسم سيلوانه من مقاطعة أرومية، في محافظة أذربیجان الغربیة الإيرانية.

## السكان
حسب إحصاءات سنة 2006، بلغ إجمالي السكان في دكانافا 268 نسمة وعدد المساكن 58 مسكن. لغة سكان دكانافا هي اللغة الكردية و هم من أهل السنة والجماعة والمذهب الشافعي.